# Willy Ta Bi
Willy Braciano Ta Bi (Divo, 5 dicembre 1999 – 23 febbraio 2021) è stato un calciatore ivoriano, di ruolo centrocampista.

## Biografia
Nel 2019 gli viene diagnosticato un tumore al fegato, che lo costringerà  in primo luogo a lasciare l'Atalanta e il calcio professionistico e in secondo a tornare nella sua terra natia al fine di iniziare un ciclo di cure, forte anche del sostegno economico della federazione calcistica ivoriana. Tuttavia le cure scelte non hanno avuto l'effetto desiderato.
Ta Bi è morto il 23 febbraio 2021 in Costa d'Avorio.

## Caratteristiche tecniche
Mediano o mezzala, è stato un centrocampista difensivo con buone doti di incursione. Veniva paragonato al connazionale Franck Kessié.

## Carriera

### Club
Cresciuto nel settore giovanile dell'AS Adjamé, ha militato dal 2015 al 2017 fra le file del Moossou per poi trascorrere il biennio successivo all'ASEC Mimosas, collezionando a livello internazionale 5 incontri e 2 reti in CAF Confederation Cup e 2 in CAF Champions League.
Il 31 gennaio 2019 è stato acquistato a titolo definitivo dall'Atalanta, venendo aggregato alla Primavera. Con il club bergamasco ha conquistato il Campionato Primavera 1 al termine della stagione, contribuendo alla vittoria del torneo con 3 reti in 7 incontri disputati.
Il 10 luglio seguente è stato ceduto in prestito al Pescara, ma a causa di un infortunio accorso durante la preparazione estiva, è rientrato anzitempo fra le file del club nerazzurro.

### Nazionale
Nel 2013 ha fatto parte della rosa della nazionale Under-17 che ha preso parte ai Mondiali di categoria, senza però mai giocare nella competizione.
Il 31 maggio 2017 ha giocato la sua prima ed unica partita con la nazionale maggiore ivoriana, disputando la partita amichevole pareggiata 1-1 contro il Benin.

## Statistiche

### Cronologia presenze e reti in nazionale
| Cronologia completa delle presenze e delle reti in nazionale ― Costa d'Avorio | Cronologia completa delle presenze e delle reti in nazionale ― Costa d'Avorio | Cronologia completa delle presenze e delle reti in nazionale ― Costa d'Avorio | Cronologia completa delle presenze e delle reti in nazionale ― Costa d'Avorio | Cronologia completa delle presenze e delle reti in nazionale ― Costa d'Avorio | Cronologia completa delle presenze e delle reti in nazionale ― Costa d'Avorio | Cronologia completa delle presenze e delle reti in nazionale ― Costa d'Avorio | Cronologia completa delle presenze e delle reti in nazionale ― Costa d'Avorio |
| Data                                                                          | Città                                                                         | In casa                                                                       | Risultato                                                                     | Ospiti                                                                        | Competizione                                                                  | Reti                                                                          | Note                                                                          |
| ----------------------------------------------------------------------------- | ----------------------------------------------------------------------------- | ----------------------------------------------------------------------------- | ----------------------------------------------------------------------------- | ----------------------------------------------------------------------------- | ----------------------------------------------------------------------------- | ----------------------------------------------------------------------------- | ----------------------------------------------------------------------------- |
| 31-5-2017                                                                     | Abidjan                                                                       | Costa d'Avorio                                                                | 1 – 1                                                                         | Benin                                                                         | Amichevole                                                                    | -                                                                             | 52’                                                                           |
| Totale                                                                        |                                                                               | Presenze                                                                      | 1                                                                             |                                                                               | Reti                                                                          | 0                                                                             |                                                                               |

## Palmarès

### Club

#### Competizioni giovanili
- Campionato Primavera: 1

Atalanta: 2018-2019

#### Competizioni nazionali
- Campionato ivoriano: 1

ASEC Mimosas: 2017-2018